# راسل جيمس هارفي
راسل جيمس هارفي (بالإنجليزية: Russell James Harvey)‏ هو محامي وقاضي وسياسي أمريكي، ولد في 4 يوليو 1922 في آيرون ماونتن في الولايات المتحدة. حزبياً، نشط في الحزب الجمهوري. وقد انتخب عضو مجلس النواب الأمريكي.